# عشایر محمدرضایی
عشایر محمدرضایی، روستایی در دهستان نخلستان بخش مرکزی شهرستان کهنوج در استان کرمان ایران است.
این روستا در فاصله ۷ کیلومتری از شمال شهر کهنوج قرار دارد.

## جمعیت
بر پایه سرشماری عمومی نفوس و مسکن در سال ۱۳۹۵، جمعیت این روستا برابر با ۳۴۷ نفر (۹۴ خانوار) بوده‌است.